# Villemus
Villemus é uma comuna francesa na região administrativa da Provença-Alpes-Costa Azul, no departamento dos Alpes da Alta Provença. Estende-se por uma área de 9,59 km². Em 2010 a comuna tinha 197 habitantes (densidade: 20,5 hab./km²).